# Sangwonsa
Sangwonsa è un tempio buddista situato sul monte Odaesan e inserito nel contesto del Parco Nazionale dell'Odesan, nella provinica nord-occidentale di Gangwon. È situato ad 8 km da Woljeongsa, il principale tempio buddista dell'area. 
Eretto nel 644, 12º anno del regno della regina Seondeok di Silla, dal monaco buddista Ja Jang, venne ricostruito e ristrutturato varie volte. La forma attuale del tempio è dovuta ai lavori di ricostruzione del 1947, in seguito ad un disastroso incendio dell'anno precedente.